# 検察官キソガワ
『検察官キソガワ』（けんさつかんキソガワ）は、鈴木あつむによる日本の漫画作品、またそれを原作としたテレビドラマ。監修は石井誠一郎。

## 概要
主人公木曽川は、元々動物行動学者であった。ある日、検察官である妻が、担当していた被疑者の逆恨みによる郵便爆弾にて殺される。木曽川は、妻の信念であった「生まれながら悪人である人はいない」という言葉を胸に、検察官に転向する。

## 登場人物
木曽川 情
S地検検察官。元動物行動学者。担当した被疑者の再犯率が日本一低い。
検察官の職務をするにあたって、元動物行動学者として動物の事例を出す例がある。動物の事例には「ゾウアザラシ」「ライオン」「アライグマ」「チドリ」「ミヤマシトド」がある。
柴崎 守
検察事務官。
横澤 完
S地検次席検事。
勢田 朔太郎
S地検検事。S地検内の処理数1位。上昇志向がある。
天野 清次
S地検検事正。
蓮葉 温音
検察事務官。
日向 美凪
弁護士。
堂山 茂
S中央警察署刑事。
如月 義則
元S大学心理学教授。
木曽川 亮子
木曽川情の妻。W地検検事だったが、被疑者に逆恨みされて爆弾に巻き込まれて死亡。

## テレビドラマ
2005年4月24日にBSジャパンで放送され、2005年4月27日にテレビ東京の『水曜ミステリー9』枠で放送された。

### キャスト
- 木曽川情 - 高嶋政伸
- 滝山清治 - 宅麻伸
- 峰岸絵美香 - 朝加真由美
- 木曽川亮子 - 大河内奈々子
- 清水優子 - 上原美佐
- 勢田朔太郎 - 津田寛治
- 滝山敬子 - 安永亜衣
- 篠崎浩 - 加藤久雅
- 片山春樹 - 鈴木ヒロミツ
- 斉藤郁也 - 島崎俊郎
- 相馬克哉 - 伊藤昌一
- 相馬里美 - 大島蓉子
- 坂本忠夫 - 坂本あきら
- 田辺恵助 - 小林健
- 与田一平 - 中谷彰宏
- 天野清次 - 小林稔侍
- 横澤完 - 長谷川初範
- 原久美子、城谷光俊、牧村泉三郎、松岡由美、鹿島信哉、今井あずさ、能見達也、平山慶子、伊藤仁、甲斐新、榎譲治、井上博登、山下知里

### スタッフ
- 脚本 - 久松真一
- 演出 - 伊藤寿浩
- 技術協力 - バスク
- 美術協力 - フジアール
- 照明協力 - ラ・ルーチェ
- プロデュース - 岡部紳二、森川真行
- 製作 - テレビ東京、BSジャパン、ファインエンターテイメント